# بروس بنیستر
بروس بنیستر (انگلیسی: Bruce Bannister؛ زادهٔ ۱۴ آوریل ۱۹۴۷) بازیکن فوتبال اهل بریتانیا است.
از باشگاه‌هایی که در آن بازی کرده‌است می‌توان به باشگاه فوتبال بریستول راورز، باشگاه فوتبال هال سیتی، باشگاه فوتبال پلیموث آرگیل، و باشگاه فوتبال برادفورد سیتی اشاره کرد.